# Norddeutsche Automobilfabrik

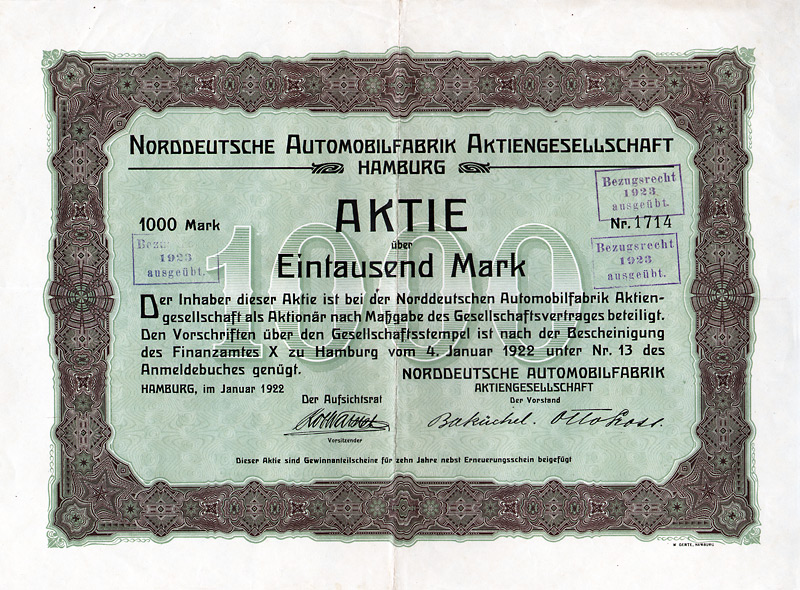
Aktie über 1000 Mark der Norddeutschen Automobilfabrik AG vom Januar 1922

Die Norddeutsche Automobilfabrik AG war ein deutscher Automobilhersteller in Hamburg, der nur 1923 existierte.
Hergestellt wurde ein Kleinwagen unter dem Namen Nafa, der als „Das neue Kleinauto“ vermarktet wurde.